# Buscando América
Buscando América es el primer álbum de Rubén Blades y su banda Seis del Solar lanzado en 1984. La producción, bajo el sello Elektra, fusiona diferentes ritmos musicales tales como la salsa, reggae, rock, y el jazz latino. El disco fue grabado en Eurosound Studios en Nueva York entre mayo y agosto de 1983.
Con canciones de contenido político y social —y dado su contenido de cuestionamiento político— algunas melodías tuvieron inconvenientes en ser transmitidas por la radio; tal como "Desapariciones", luego reversionada por otros músicos cómo Los Fabulosos Cadillacs y Maná.

## Lista de canciones
Todas las canciones escritas y compuestas por Rubén Blades, excepto donde se indique. 
| N.º | Título                                    | Duración |  |
| 1.  | «Decisiones»                              | 5:00     |  |
| 2.  | «GDBD»                                    | 3:35     |  |
| 3.  | «Desapariciones»                          | 6:20     |  |
| 4.  | «Todos Vuelven» (César Miró)              | 4:26     |  |
| 5.  | «Caminos Verdes»                          | 3:00     |  |
| 6.  | «El Padre Antonio y el Monaguillo Andrés» | 8:02     |  |
| 7.  | «Buscando América»                        | 8:38     |  |

## Personal
- Rubén Blades - voz, guitarra acústica, maracas.

### Seis del Solar
- Mike Viñas: guitarra eléctrica, bajo, coros.
- Óscar Hernández: piano.
- Eddie Montalvo: tumbadoras, percusión.
- Louie Rivera: bongó, percusión, coros.
- Ralph Irizarry: timbales, percusión.
- Ricardo Marrero: vibráfono.
- Ray Adams: batería.